# Systeemanalyse
Met systeemanalyse worden verschillende, min of meer verwante activiteiten bedoeld:
- een interdiscipline tussen informatica en bedrijfskunde, gericht op het analyseren van systemen, voorafgaande aan reorganisatie en of automatisering van bedrijfsprocessen;
- een stap in een ontwerp of besluitvormingsproces, waarbij men door praktisch aanwenden van de methode van de systeemtheorie bepaalde zaken onderzoekt;
- het beoefenen van de systeemtheorie zelf, dat wil zeggen het doorgronden van een nog onbekend systeem, zowel voor praktische als voor wetenschappelijke doeleinden; en
- het werk van de systeemanalist in de informatica, dat bestaat uit het vertalen van de behoeften van de gebruiker (een bedrijf, overheid, wetenschapper, etc.) in een specificatie voor software.

Naast de systeemanalisten in de informatica worden experts in andere vormen van systeemanalyse ook wel systeemanalist genoemd.

## Het proces
Bij systeemanalyse construeert de onderzoeker van het systeem een model van dit systeem in de vorm van een black box en verfijnt dit model in het verdere verloop. Hierbij heeft de onderzoeker de keuze om bepaalde elementen of relaties van het systeem verder uit te lichten. Het model dat hiermee ontstaat is altijd een begrensde, gereduceerde en geabstraheerde afbeelding van de werkelijkheid, ook wel systeembeschrijving genoemd. Dit model is een hulpmiddel om afgelopen en/of toekomstige ontwikkelingen van het systeem al dan niet met behulp van bepaalde scenario's in kaart te brengen. 
Er zijn verschillende specifieke vormen van analyse:
- gestructureerde analyse, analyse van systeemeisen in de informatica;
- interne analyse, voor het analyseren van de factoren in een organisatie of onderneming
- externe analyse, voor het analyseren van de factoren buiten een organisatie of onderneming
- specifieke sterkte-zwakteanalyse, ook wel SWOT-analyse, analyse van de sterktes-, zwaktes, kansen en bedreigingen;

Deze methoden van onderzoek zijn op allerlei systemen mogelijk, zoals systemen uit de natuurkunde, biologie, economie, bedrijfskunde, techniek en de informatica.

## Methodes voor systeemanalyse
Op het gebied van het ontwikkelen van informatiesystemen bestaan er vele methoden voor systeemanalyse. Enige bekende voorbeelden zijn:
- Jackson System Development : een lineaire softwareontwikkelmethode  voor het ontwikkelen van makkelijk te onderhouden software. Het gaat ervan uit, dat het ontwerp van het systeem een extensie is van het programma ontwerp.

- Rational Unified Process :  een iteratief softwareontwikkelingsproces, dat is ontwikkeld vanuit de analyse van karakteristieken waardoor projecten mislukken, en hierbij is men op een iteratieve methode gekomen.

- Soft Systems Methodology : een praktische methodologie gebaseerd op het systeemdenken biedt een benadering en schematechnieken om organisatieprocessen te modelleren.

- System Development Methodology : is een faseringsmethode vooral gebruikt bij projecten voor ontwikkeling van geautomatiseerde informatiesystemen.